# Wieliczki (gmina)
Wieliczki est une gmina rurale du powiat de Olecko, Varmie-Mazurie, dans le nord de la Pologne. Son siège est le village de Wieliczki, qui se situe environ 8 km au sud-est d'Olecko et 139 km à l'est de la capitale régionale Olsztyn.
La gmina couvre une superficie de 141 km2 pour une population de 3 420 habitants.

## Géographie
La gmina inclut les villages de Bartki, Bartkowski Dwór, Cimochy, Cimoszki, Gąsiorówko, Gąsiorowo, Godziejewo, Guty, Jelitki, Kleszczewo, Krupin, Krzyżewko, Małe Olecko, Markowskie, Niedźwiedzkie, Nory, Nowe Raczki, Nowy Młyn, Puchówka, Rynie, Sobole, Starosty, Szeszki, Urbanki, Wieliczki, Wilkasy et Wojnasy.
La gmina borde les gminy de Bakałarzewo, Kalinowo, Olecko et Raczki.